# Las Tarimas
Las Tarimas es una localidad del municipio de Balancán ubicado en la subregión de los Ríos del estado mexicano de Tabasco.

## Geografía
La localidad se ubica a 32.7 kilómetros (en dirección sudeste) de la localidad de Balancán de Domínguez, la cabecera y lugar más poblado del municipio. Se sitúa en las coordenadas geográficas 17°57′41″N 91°16′26″O / 17.961389, -91.273889, a una elevación de 52 metros sobre el nivel del mar.

## Demografía
Según el Conteo de Población y Vivienda 2020, efectuado por el Instituto Nacional de Estadística y Geografía, la localidad de Las Tarimas tiene 295 habitantes, de los cuales 140 son del sexo masculino y 155 del sexo femenino. Su tasa de fecundidad es de 2.43 hijos por mujer y tiene 82 viviendas particulares habitadas.
| Gráfica de evolución demográfica de Las Tarimas entre 1995 y 2020 |
|                                                                   |
| INEGI.                                                            |